# المؤتمر الوزراي لمنظمة التجارة العالمية في 2011

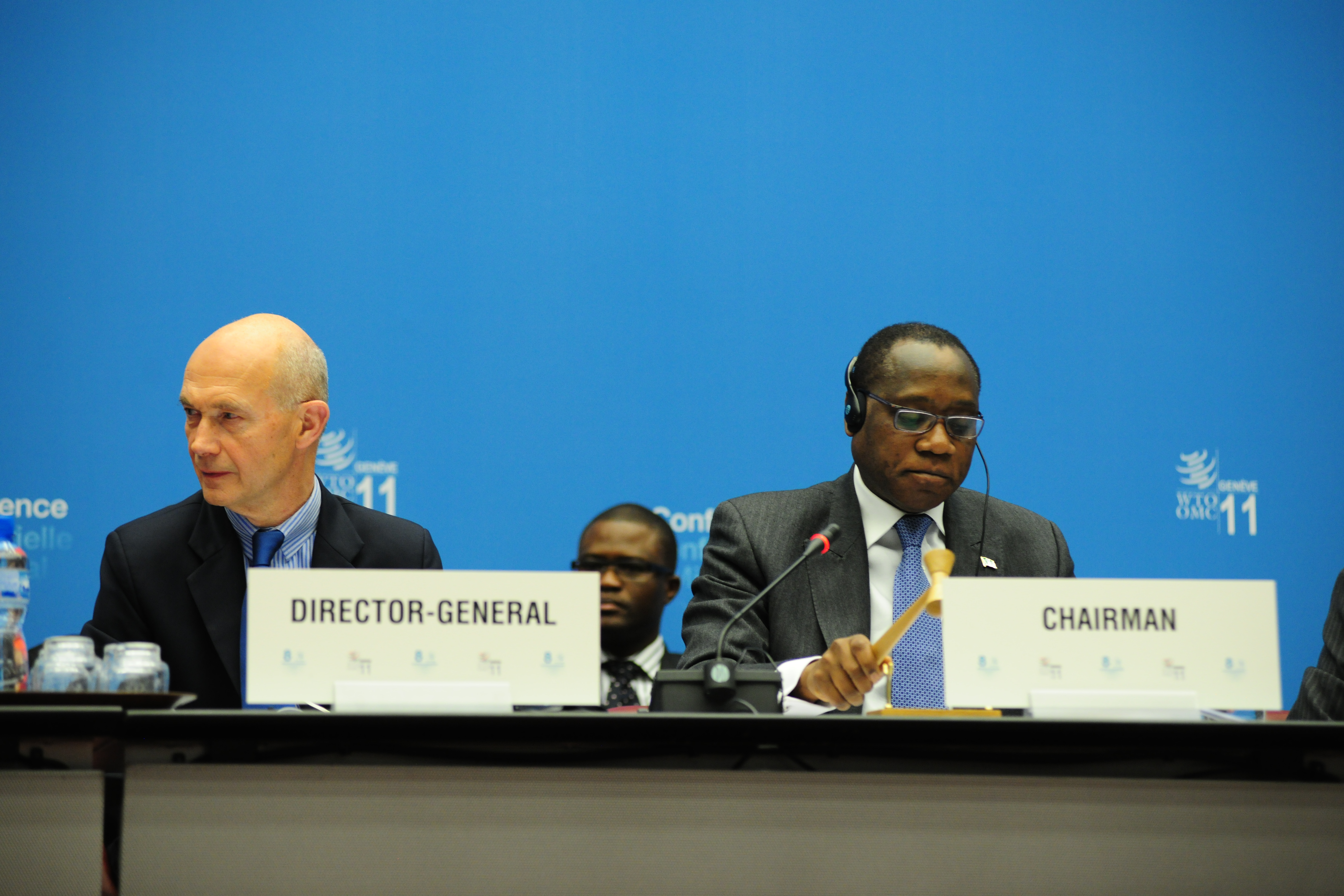
باسكال لامي من فرنسا، المدير العام لمنظمة التجارة العالمية (يسار) واولوسيجون Olutoyin Aganga من نيجيريا، رئيس الدورة الثامنة

عقد المجلس العام لمنظمة التجارة العالمية جلسة المؤتمر الوزاري الثامن في جنيف 3 - 15 ديسمبر 2011.
وتم الاتفاق على منح العضوية لروسيا، ساموا، والجبل الأسود، والمصادقة على تلك البلدان. واعتبرت الموافقة على عضوية روسيا من الأهمية بمكان، حيث أنها البلد الأكبر اقتصاداً خارج المنظمة منذ انضمام الصين في عام 2001.